# اس‌ام یو-۸۵
اس‌ام یو-۸۵ (به انگلیسی: SM U-85) یک زیردریایی بود که طول آن ۷۰٫۰۶ متر (۲۲۹٫۹ فوت) بود. این زیردریایی در سال ۱۹۱۶ ساخته شد.